# Système d'équations algébriques
 (mai 2013).
Si vous disposez d'ouvrages ou d'articles de référence ou si vous connaissez des sites web de qualité traitant du thème abordé ici, merci de compléter l'article en donnant les références utiles à sa vérifiabilité et en les liant à la section « Notes et références ».
En mathématiques, un système d'équations algébriques est un ensemble d'équations polynomiales f1 = 0..., fh = 0 où les fi sont des polynômes de plusieurs variables (ou indéterminées),  x1..., xn, à coefficients pris dans un corps ou un anneau k.
Une « solution » est un ensemble de valeurs à substituer aux indéterminées annulant toutes les équations du système. Généralement les solutions peuvent être cherchées dans une extension du corps k comme la clôture algébrique de ce corps (ou la clôture algébrique du corps des fractions de k celui-ci est un anneau).
L'étude de l'ensemble des solutions des systèmes algébriques forme la branche des mathématiques appelée géométrie algébrique.

## Référence
(en) David A. Cox, John Little et Don O'Shea, Ideals, Varieties, and Algorithms : an introduction to computational algebraic geometry and commutative algebra, New York, Springer-Verlag, 2007, 3e éd. (ISBN 978-0-387-35651-8, lire en ligne)